# Saurauia multinervis
Saurauia multinervis är en tvåhjärtbladig växtart som beskrevs av Soejarto. Saurauia multinervis ingår i släktet Saurauia och familjen Actinidiaceae. Inga underarter finns listade i Catalogue of Life.